# Булгаков, Ришад Тимиргалиевич
Ришад Тимиргалиевич Булгаков (6 июня 1931 — 23 февраля 1989) — главный инженер производственного объединения «Татнефть» Министерства нефтяной промышленности СССР, Герой Социалистического Труда (1976), почётный нефтяник СССР (1977).

## Биография
Родился 6 июня 1931 года в Уфе. По национальности — татарин.
В 1954 году окончил Московский институт нефтехимической и газовой промышленности имени И. М. Губкина. Кандидат технических наук.
Трудовую деятельность начал в 1954 году инженером, затем работал старшим инженером, заведующим нефтепромыслом № 5, начальником производственного отдела нефтепромыслового управления «Лениногорскнефть» Татарской АССР. В 1963—1967 годах — главный инженер, в 1967—1972 — начальник нефтегазодобывающего управления «Альметьевнефть» Татарской АССР, в 1972 году — директор ТатНИПИнефти, с 1972 года — главный инженер — заместитель генерального директора производственного объединения «Татнефть» имени В. Д. Шашина.
За выдающиеся успехи в досрочном выполнении заданий девятой пятилетки и социалистических обязательств по добыче нефти и бурению скважин, достижение высоких технико-экономических показателей в работе Указом Президиума Верховного Совета ССCP от 11 марта 1976 года Ришаду Тимиргалиевичу Булгакову присвоено звание Героя Социалистического Труда с вручением ордена Ленина и золотой медали «Серп и Молот».
С 1977 года — генеральный директор объединения «Татнефть», в 1980—1983 годах — начальник Тюменского производственного управления по нефтяной и газовой промышленности.
Внес большой вклад в развитие нефтегазовой промышленности СССР, становление Западно-Сибирского топливно-энергетического комплекса. В 1983—1989 годах работал заместителем начальника отдела нефтяной и газовой промышленности Госплана СССР.
Депутат Верховного Совета СССР десятого созыва (1979—1984), Верховного Совета Татарской АССР шестого — девятого созывов. Делегат XXVI съезда КПСС, XIII съезда ВЛКСМ.
Жил и работал в Москве. Умер 23 февраля 1989 года на 58-м году жизни. Похоронен в Альметьевске (Татарская АССР).

## Семья
Супруга — Булгакова Резеда Хабибрахмановна,
- сын Булгаков Ринат Ришадович
- сын Булгаков Рамиль Ришадович
- Внуки:
  - Булгаков Булат (1977 г.р.)
  - Булгаков Тимур (1980 г.р.)
  - Булгаков Мурад (1989 г.р.) — заместитель Руководителя Исполнительного комитета Высокогорского района Республики Татарстан

### Избранные труды
- Оптимизация процессов сбора, транспорта и подготовки нефти [Текст] / А. В. Валиханов, Р. Т. Булгаков, Э. И. Мансуров и др. — Казань : Таткнигоиздат, 1971. — 92 с.
- Социальное планирование в нефтедобывающем производстве [Текст] / А. В. Валиханов, Р. Т. Булгаков, Р. Х. Хабибуллин. — Казань : Тат. кн. изд-во, 1974. — 183 с.
- Автоматизированная система оперативного управления нефтедобывающим производством НГДУ [Текст] / [Булгаков Р. Т., Лисагор М. С., Малецкий В. А., Фрид Д. Н.]. — Москва : ВНИИОЭНГ, 1975. — 84 с.
- 'Булгаков', Ришат Тимергалеевич. Прогнозирование и оптимизация разработки большой группы нефтяных залежей [Текст] / Р.Т. Булгаков, В. Д. Лысенко, Э. Д. Мухарский ; Татар. гос. науч.-исслед. и проектный ин-т нефт. пром-сти. — Казань : Татар. кн. изд-во, 1976. — 143 с.
- Автоматизированная система управления нефтегазодобывающим предприятием [Текст] : Из опыта работы объединения «Татнефть» / [Р.Т. Булгаков, Р.Д. Динеев, Ф. Л. Абдрахманов, В. Г. Дарземанов]. — Казань : Татар. кн. изд-во, 1977. — 73 с.
- 'Булгаков', Ришад Тимиргалиевич. Социальное управление нефтедобывающим предприятием [Текст] / Р.Т. Булгаков, Ю. Е. Дуберман, А. С. Шешнев ; М-во нефт. пром-сти, Произв. об-ние «Татнефть». — Казань : Татар. кн. изд-во, 1977. — 96 с.
- Организационно-технологическая автоматизированная система управления нефтедобывающим производством [Текст] / [Р.Т. Булгаков, М. С. Лисагор, В. А. Малецкий, Д. Н. Фрид]. — Москва : ВНИИОЭНГ, 1979. — 72 с.
- Разработка месторождений при забойном давлении ниже давления насыщения / [Г. Г. Вахитов, В. П. Максимов, Р. Т. Булгаков и др.]. — М. : Недра, 1982. — 229 с.
- Технический прогресс в нефтяной промышленности Татарии [Текст] / [Э. А. Акопджанов, В. Е. Баташев, Р. Т. Булгаков и др.]. — Казань : Тат. кн. изд-во, 1975. — 148 с.
- Тронов В. П., Хамидуллин Ф. Ф., Булгаков Р. Т., Арзамасцев Ф. Г., Андриянов В. П. 031. Авторское свидетельство № 682243 от 26.04.1976
- 'Булгаков, Ришат Тимергалеевич. Совершенствование информационного обеспечения функциональных отделов аппарата управления НГДУ [Текст] / ['Булгаков Р.Т., Шешнев А. С., Лавущенко В. П.]. — Москва : ВНИИОЭНГ, 1978. — 48 с.
- Повышение нефтеотдачи пластов на месторождениях Татарии [Текст] / [Р.Т. Булгаков, Р.Х. Муслимов, Ф. М. Хаммадеев и др.]. — Казань : Татар. кн. изд-во, 1978. — 121 с.
- Тронов В. П., Хамидуллин Ф. Ф., Булгаков Р. Т., Арзамасцев Ф. Г. 037. Авторское свидетельство № 763450 от 29.08.1978 Способ обезвоживания и обессоливания нефти
- Тронов В. П., Хамидуллин Ф. Ф., Ли А. Д., Булгаков Р. Т., Радин Б. М., Арзамасцев Ф. Г., Сучков Б. М., Кудинов В. И., Доброскок Т. М. 038. Авторское свидетельство № 767177 от 19.10.1978 Способ обезвоживания и обессоливания нефти

## Награды и звания
- медаль «Серп и Молот» (11.03.1976)
- два ордена Ленина (30.03.1971, 11.03.1976)
- орден Октябрьской Революции (02.03.1981)
- орден «Знак Почёта» (23.05.1966)
- медали СССР
- медали ВДНХ
- Почётный нефтяник СССР (1977).
- Премия имени Губкина (1969, 1970).

## Память
- 16 июня 2011 года в Тюмени на доме № 71 по улице Хохрякова, где жил Герой, установлена мемориальная доска[2][3].
- В 2009 году одной из вновь формируемых улиц в микрорайоне «Дружба» города Альметьевска присвоено имя Ришада Булгакова[4].